# Kanika Kapoor
Pour les articles homonymes, voir Kapoor.
Kanika Kapoor (née le 21 août 1978 à Lucknow) est une chanteuse indienne.

## Carrière
Kanika Kapoor vient d'une famille de Pendjabis hindous, ses parents sont Rajeev Kapoor, un homme d'affaires, et Poonam Kapoor, propriétaire d'une boutique. À 12 ans, Kapoor commence à étudier la musique classique avec le Pandit Ganesh Prasad Mishra qui l'accompagne ensuite dans des concerts classiques à travers l'Inde. Kapoor participe à de nombreux concours de musique entre écoles dans son enfance. À 15 ans, elle fait un passage sur All India Radio en accompagnant le chanteur bhajan Anup Jalota dans ses émissions. Elle obtient un Bachelor of Arts puis une maîtrise en musique du Bhatkhande Music Institute à Lucknow. En 2012, Elle a ensuite déménagé à Bombay pour poursuivre sa carrière musicale.
Selon Kapoor, bien qu'elle soit d'origine punjabi et qu'elle chantera diverses chansons de Bollywood avec des paroles en punjabi, elle ne peut pas parler la langue punjabi.
En 2013, Kapoor sort le clip Jugni Ji, mettant en vedette Dr Zeus. Il s'agit de la version remixée de la chanson soufie pakistanaise Alif Allah, chantée à l'origine par Arif Lohar et Meesha Shafi lors de la troisième saison de la série musicale Coke Studio Pakistan en 2010. Le single est un succès, Kapoor remporte le Brit Asia TV Music Award du meilleur single. Meet Bros Anjjan demande à Kapoor de chanter la chanson Baby Doll pour le film Ragini MMS 2 (2014), qui marque ses débuts au chant à Bollywood. Elle remporte le Filmfare Award de la meilleure chanteuse de play-back. Elle participe à une tournée de concerts à travers l'Amérique du Nord, intitulée SLAM! The Tour, dans laquelle elle se produit aux côtés de Shahrukh Khan et Deepika Padukone.
En 2015, elle collabore de nouveau avec Meet Bros Anjjan pour la chanson Chittiyaan Kalaiyaan pour le film Roy. Elle est la voix pour la chanson Desi Look incarnée par Sunny Leone dans le film Ek Paheli Leela. La chanson est sa dernière collaboration avec Zeus dont elle se sépare en raison de sa prétention d'être le producteur et compositeur de la chanson Baby Doll (en). Elle collabore une troisième fois avec Meet Bros Anjjan pour la chanson Nachan Farrate pour le film All Is Well. Elle chante Neendein Khul Jaati Hain pour le film Hate Story 3, collaborant pour la quatrième fois avec Meet Bros. Elle interprète une chanson de bienvenue intitulée Hello Namstey pour le Premier ministre indien Narendra Modi lors d'un rassemblement au stade de Wembley à Londres le 13 novembre 2015.
Elle organise et participe régulièrement à des spectacles et des concerts. En 2016, elle s'associe à divers compositeurs dont Amit Trivedi, Raghav Sachar. Dans une interview, elle déclare qu'elle se concentrerait désormais davantage sur les morceaux soufis et classiques.
En 2019, Kapoor est l'un des jurés de la troisième saison de la version indienne de The Voice.
En mars 2020, après son retour de Londres le 9, elle est présente à un certain nombre de soirées avec des politiciens indiens et des VIP à l'hôtel Taj, Lucknow, malgré l'avis de quarantaine à domicile du ministère indien de la Santé contre le coronavirus. Le 20 mars, elle est testée positive au COVID-19. Bon nombre de personnes présentes se déclarent contraintes de s'isoler. Une enquête administrative précise que la chanteuse n'avait pas été contrôlée à l'aéroport d'Amausi, à Lucknow, et qu'il lui avait été conseillé de s'isoler pendant 14 jours conformément aux directives du gouvernement lorsqu'elle a atterri à l'aéroport de Bombay en provenance du Royaume-Uni. Kapoor fait l'objet de critiques sévères pour sa négligence et ses déclarations contradictoires. À la suite d'un deuxième test négatif, elle sort de l'hôpital le 6 avril 2020. Pendant sa quarantaine, elle publie une déclaration indiquant qu'elle avait été contrôlée à l'aéroport de Bombay et qu'elle ne présentait aucun symptôme, à son arrivée à Lucknow, il n'y avait pas de configuration de dépistage et elle ne fut pas contrôlée ; après avoir montré des symptômes, elle s'est fait tester et l'a annoncé après que ses rapports se soient révélés positifs.
En 2021, elle participe aux bandes originales des films Hello Charlie et Pushpa: The Rise.

## Vie privée
Kanika Kapoor épouse en  1998 Raj Chandok, un homme d'affaires et déménage à Londres chez son mari, avec qui elle a trois enfants, deux filles Aayana & Samara et un fils Yuvraaj. Elle se sépare de son mari en 2012 et retourne chez ses parents à Lucknow.
Le 20 mai 2022, elle se marie avec l'homme d'affaires indien résidant au Royaume-Uni Gautam Hathiramani après l'avoir fréquenté pendant quelques années.

## Source de la traduction
- (en) Cet article est partiellement ou en totalité issu de l’article de Wikipédia en anglais intitulé « Kanika Kapoor » (voir la liste des auteurs).